# Stazione di Mariupol'
La stazione di Mariupol' è la stazione ferroviaria della città omonima nella Oblast' di Donec'k in Ucraina e risale alla seconda metà del XIX secolo.

## Storia

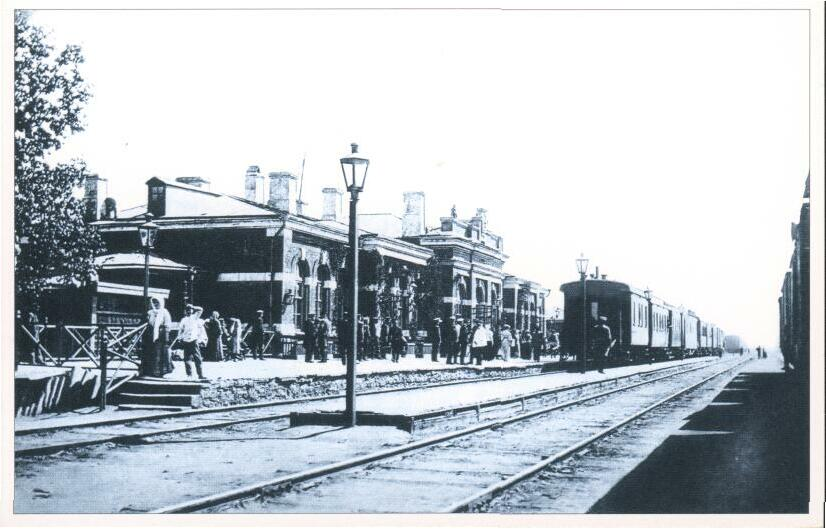
Edificio della stazione tra la fine del XIX e l'inizio del XX secolo

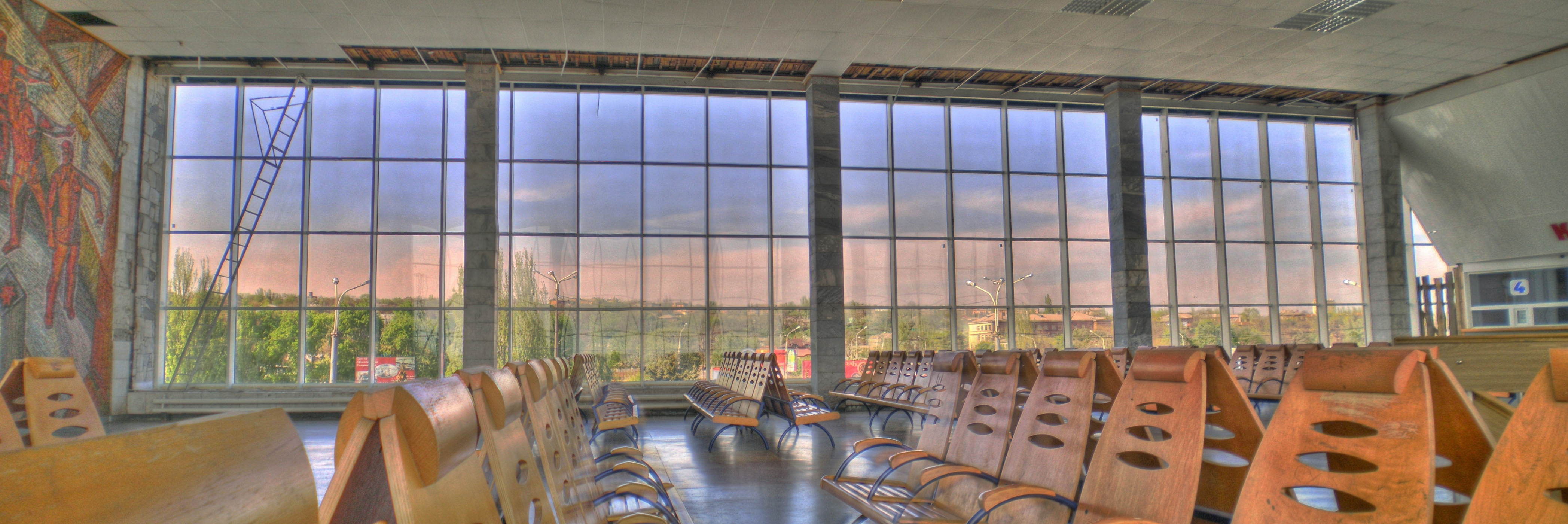
Sala attesa, in un'immagine del 2007

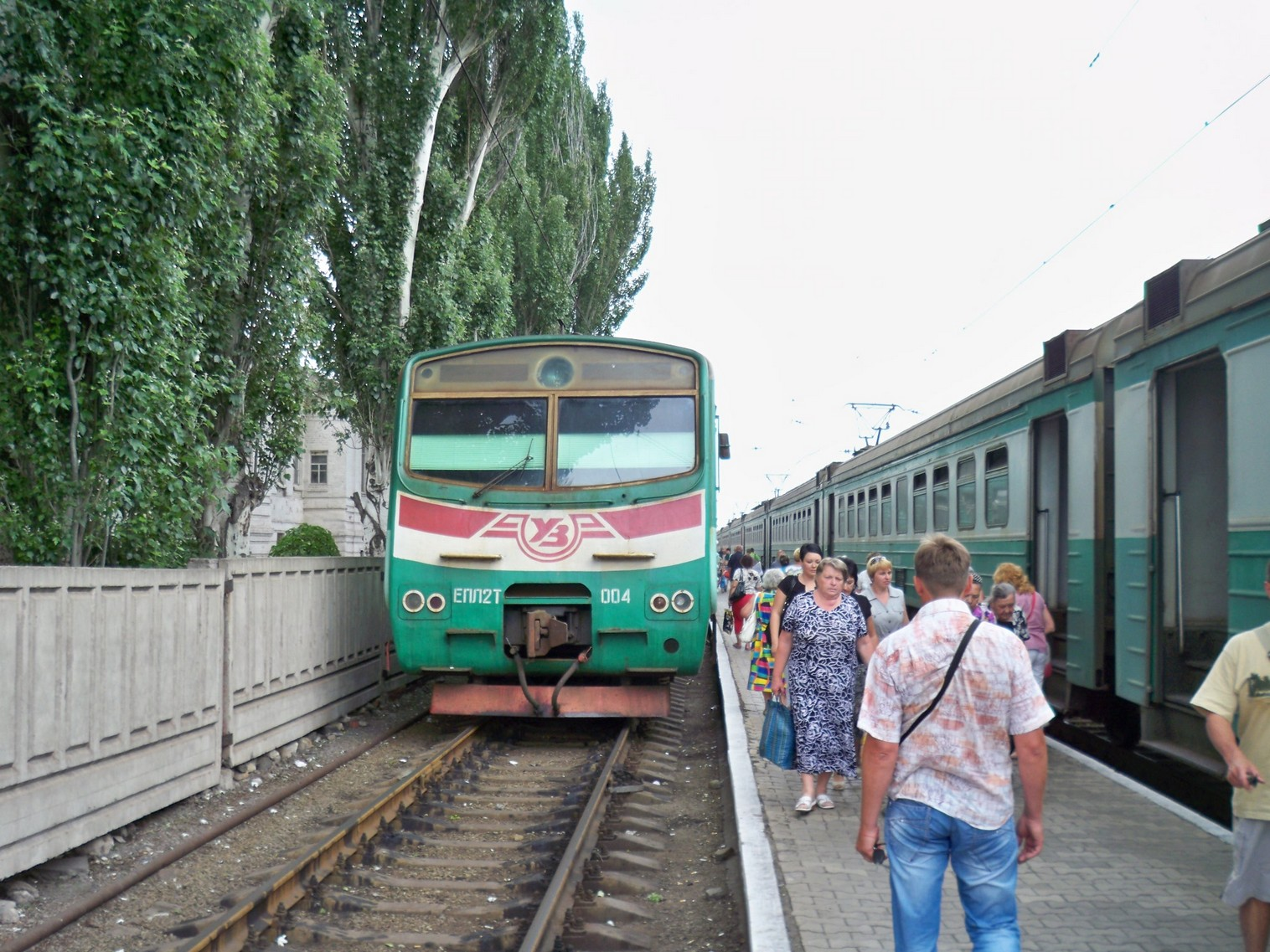
Locomotore EPL2T-004 nella stazione

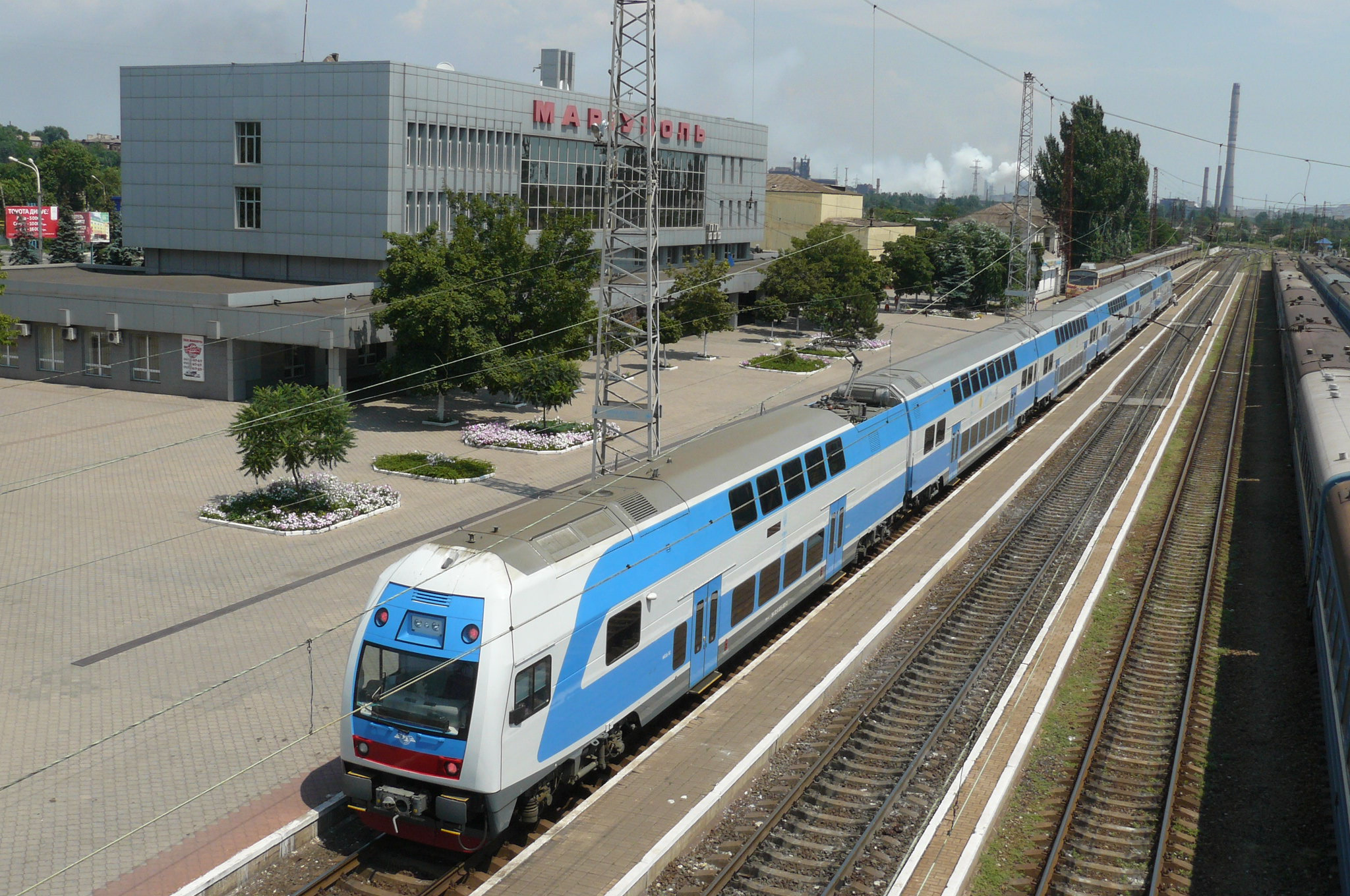
Moderno convoglio con motrice EJ 675 alla stazione Mariupol in un'immagine del 2012

La stazione si rese necessaria nella seconda metà del XIX secolo quando il commercio di carbone aveva bisogno di uno sbocco sul mare e stava portando anche alla costruzione del porto, affacciato sul mar d'Azov e scalo marittimo sul mar Nero più orientale del Paese. La tratta ferroviaria dalla stazione di Olenivka a quella di Mariupol' venne ultimata nel 1882 e nello stesso anno fu costruito anche l'edificio centrale della stazione ferroviaria con biglietterie, sala d'attesa, uffici e sala per il telegrafo.
Nel 2014 si è verificato un attentato alla linea ferroviaria in uscita da Mariupol' col danneggiamento di un ponte e il traffico in seguito è stato rispristinato.
A causa dei danni subiti durante la guerra nel 2022, è stata completamente ricostruita a partire dal 2023 e inaugurata a luglio 2024. È da allora gestita dal Železnye dorogi Novorossii, parte della società ferroviaria statale russa Rossijskie železnye dorogi.

## Strutture e impianti
Dal 2019 l'infrastruttura è stata riabilitata, dopo cinque anni di inattività, per il passaggio di locomotori elettrici.

## Servizi
La stazione opera solitamente nelle ore diurne con convogli merci e treni viaggiatori a lunga percorrenza, treni extraurbani e regionali. Offre i normali servizi di assistenza viaggiatori e inerenti ai documenti di trasporto a lunga distanza, al deposito e altri servizi. Accanto alla stazione, nella piazza antistante, vi sono le fermate dei mezzi pubblici urbani. All'aprile 2025 vi è il collegamento con la città di Volnovacha.
Fino al 2022, data la sua importanza, manteneva collegamenti con le principali stazioni delle città ucraine, come la stazione di Kiev, la stazione di Charkiv e varie altre interne e dei paesi europei vicini.